# Saint-Anselme
Saint-Anselme es un municipio canadiense situado en la provincia de Quebec.

## Superficie
Saint-Anselme tiene una superficie de 74,22 km².

## Demografía
En 2021, tenía 4047 habitantes, una densidad poblacional de 54,5 hab./km², y 1772 viviendas.